# حسن‌آباد (بافق)
حسن‌آباد یا اسمال‌آباد روستایی در دهستان مبارکه بخش مرکزی شهرستان بافق استان یزد ایران است.

## جمعیت
بر پایه سرشماری عمومی نفوس و مسکن در سال ۱۳۹۵ جمعیت این روستا کمتر از ۳ خانوار بوده‌است.